# 대종교
대종교(大倧敎)는 태고로부터 내려오는 고대 역사를 거슬러 올라가며, 이른바 단군왕검을 믿는 신흥 민족 종교에 속한다.
사실상으로써 대종교(大倧敎)라는 이 종교의 실질적인 창시자라고 말할수가 있는, 중광 교조이자 초대 도사교가 바로 홍암 나철 선생인데, 처음에 대종교(大倧敎)를 1909년 2월 5일(음력 1909년 1월 15일) 당시에, 개창 초기에는 단군교(檀君敎)라고 불렸다가, 1910년 1월 15일, 대종교(大倧敎)로 명칭을 바꿨다. 일제 시대 최초엽기에 속했던 1910년대 초중반기에는, 대부분의 대종교의 세력들이 만주로 떠나 망명해 있다가, 약30년여가 넘도록 지난 1945년 8·15 을유 해방 후 대종교의 총본산 세력들을 비롯한, 주요 대종교 세력들의 대부분들이 거의 1946년을 전후하여, 미군정 조선 시대의 영토로 영구 귀국하였다. 대종교의 근본 교리는 성(性)·명(命)·정(精)의 삼진귀일(三眞歸一)과 지(止)·조(調)·금(禁)의 3법이다.
대종교는 종교로 출발하였지만, 그 시기가 바로 일제강점기였던 탓에, 오히려 사회에 공헌한 종교로써라기보다는, 광범위적으로 항일독립운동에 더 많은 공헌을 했다고 여겨지기도 한다. 2010년 현재 전국에 약 3,766명의 신도가 있으며 시교당(詩敎堂, 대종교의 교회)과 수도원 20여곳 등의 조직을 갖추고 있으며, 현재 대종교의 4대 경절로 중광절 · 어천절 · 가경절 · 개천절을 기념하고 있다.

## 연혁
대종교에 따르면, 중광조 나철이 1905년 서대문역 근처에서 백전(佰佺) 도인으로부터 대종교의 경전이 된〈삼일신고(三一神誥)〉와〈신사기(神事記)〉를 전해 받고, 1908년 도쿄에서 두일백(杜一白) 도인으로부터, 〈단군교포명서〉를 받았으며, 이를 계기로 대종교를 일으켰다고 한다. 나철은 일본이 대한제국에 대한 간섭과 강박이 날로 심해지자 이를 항의하고자 4차에 걸쳐 일본으로 건너갔으나 뜻을 이루지 못하고 귀국하여, 대한제국 구국 운동이 몇 사람의 정객만으로는 이룩될 수 없음을 절실히 느끼게 되었다. 여기에서 그는 국가의 기틀을 튼튼히 하고 민족을 부흥시키는 원동력은 민족의식을 일깨우는 데 있다고 보고, 1909년 1월 15일 동지 오기호, 정훈모, 이기, 김윤식, 유근 등 10명과 함께 서울 재동에서 ‘단군대황조신위(檀君大皇祖神位)’를 모시고 〈단군교포명서〉를 공포함으로써 국조 단군을 숭앙하는 단군교를 창시하였다.
시교(始敎)한 지 1년 만인 1910년 1월 15일, 대종교로 교명을 개칭하는 한편, 같은해 만주 북간도에 지사를 설치하였다가, 1914년에는 대종교 본사를 이곳으로 옮겨 포교 영역을 국내와 만주 일대로 확대시켰다. 독립운동 성향인 단군교는 서울의 정훈모(鄭薰模)가 친일로 변절하자 대종교로 명칭을 변경하였고, 1910년 7월 30일에 정훈모는 ‘단군교’의 이름을 고수하며 분파해 나갔다.
일제가 1915년 10월 8일, 《총독부령 83호 종교통제안》을 발표함으로써 대종교를 종교 단체로 위장한 독립운동 단체로 규정하여 탄압이 심해지자 만주의 지린 성 허룽 현 청파호로 총본사를 옮기고 서일, 박찬익 등과 함께 민족 교육과 독립운동가를 양성하였고, 《단조사고》《신단실기》, 《신단민사》 등의 책을 편찬했다. 일제강점기인 1920년대에는 국외에 독립군 기지를 건설하고, 인도주의와 평등성을 바탕으로 민족해방을 달성하기 위한 무장투쟁을 벌였다.
1916년 나철이 죽자 대종교의 역사서라 할 수 있는 김교헌이 2대 교주로 취임하였는데, 그는 3·1운동 이후 만주로 들어가는 동포들을 포섭하여 그들로 하여금 항일구국운동에 앞장서게 하였다. 그 실례로 20년 일본군을 크게 무찌른 청산리 대첩의 주역이었던 북로군정서의 장병 대부분이 대종교인이었다.
한편, 일제의 탄압이 날로 심해져 3대 교주 윤세복이 취임한 이후 많은 교인이 체포·학살되었고, 1932년 이른바 만주국의 탄생과 함께 대종교도 지하로 숨지 않을 수 없게 되었는데, 1937년 시교당의 수가 52개로 증가하였다. 이러한 포교활동은 곧 독립운동의 일환이었으므로 교세 확장은 바로 독립운동의 확대이기도 하였다. 1923년 김교헌이 죽을 무렵에는 한국·만주·노령(露量)·중국 본토 등에 48개의 시교당을 가지고 있었다.

## 교육과 독립운동
나철은 비밀 결사 조직인 자신회(自新會)를 조직하여 을사오적으로 알려진 이완용, 권중현, 박제순, 이지용, 이근택의 다섯 인물의 암살을 시도했다. 또한 그들을 죽이자는 참간장(斬奸狀)을 돌리기도 했으며, 일본을 방문해 일본 궁성 앞에서 단식 투쟁을 하기도 하였다. 대종교 중광 60년사에 따르면 나철은 이 사건 때문에 정부 전복 혐의로 무안군 지도(智島)에 유배되기도 했는데, 1909년 정월 15일 자시(子時: 밤 11시~새벽 1시) 서울 북부 재동(齋洞) 취운정(翠雲亭) 아래에서 60여 명의 동지들과 단군교를 새롭게 열면서 이날을 중광절(重光節)로 삼았다. 중광이란 기존에 있던 것을 새롭게 중흥한다는 의미였다. 망국이 눈앞에 있었기 때문에 위기를 느낀 사람들이 단군교에 속속 입교했지만 서울 북부지사교(北部支司敎)의 정훈모가 훗날, 친일로 돌아서고 일제의 탄압이 가해지는 것도 임박해지자, 나철은 1910년 1월 15일 교명을 대종교로 바꾸었다.
1919년 4월 11일, 상하이 임시정부가 발족하면서 임시의정원 의원 35명 가운데 28명이 대종교 교도였다. 독립전쟁사에 기록된 봉오동, 청산리 대첩의 실질적인 지휘부는 대종교였다고 한다. 이상설, 김좌진, 홍범도, 박은식, 김규식, 신채호, 이상용, 김동삼, 이범석 등 애국지사들이 그들이었다. 한국전쟁 때 납북된 정인보를 비롯해 김두봉, 이극로 등도 대종교인이었다. 김두봉은 1916년 구월산에서 나철이 순교할 때 시봉하기도 했다.
환국 직후에도 대종교는 번성했다. 50년대 후반 교도 수가 60만 명을 넘어섰고, 삼일신고, 천부경, 참전계경 등 경전과 규원사화, 환단고기 등 역사서를 보급시켰다. 환국 이후 대종교는 민족 종교의 적통으로 인정받아 초대 정부의 제1 교단으로 등록되었다. 당시 대종교의 지식인들이 정부의 고위관리로 입각해 활동했다. 안호상 초대 문교부 장관 등이 중심이 되어 대한민국의 정체성을 확립했다. 교육이념에 홍익인간이 채택되었고 단군 연호, 개천절, 한글 전용 등이 시행되었다.
민간에서는 대종교 중심으로 민족 행사들이 개최되어 1946년 8월 15일, 광복 1주년 당시엔 대종교 총본사에서 채화된 성화가 남산 꼭대기에 점화되었다. 그해 개천절 행사에선 성화가 총본사에서 채화되어 마니산 참성단까지 봉송, 점화되었다. 홍익대, 단국대, 경희대 등이 대종교 교인에 의해 설립된 대학이듯이 대종교 역사 자체가 교육과 독립운동이었다.
1910년 8월 29일, 경술늑약(경술국치)이 체결되기도 어언 7개월 전인, 1910년 1월 15일 나철이 교명을 대종교로 바꾸고 만주로 교단을 이동하자, 정훈모가 이에 반발하여 1910년 7월 30일 단군교라는 교명을 고수하며 교단을 분리·독립하였다. 나철이 교명을 바꿔 만주로 이동하게 된 계기가 정훈모를 중심으로 한 몇몇 친일 분자들에 의한 교단 내분이었다. 정훈모의 단군교는 단군을 신봉했음에도 불구하고 일제의 통치에 순응하였으며, 교단의 수뇌부에는 친일인명사전에도 수록된 친일파가 있었다. 1912년에 내분이 일어나 교단이 둘로 나뉘었으나 1915년 정훈모가 교단을 재정비하였으며, 1930년에는 시흥에 단군전(檀君殿)을 세우고 본부를 이전하였다. 이후 내분이 이어지고 일제가 소수 종교에 대한 탄압을 강화하자 1936년에 폐교되고 이후 정훈모가 남긴 단군교 신자들도 1948년까지 흩어짐당하는 등 와해되었다.

## 경전

### 古경전
- 《천부경》
- 《삼일신고》
- 《참전계경》
- 《신사기》

### 新경전
- 《신리대전(神理大全)》[14]
- 《회삼경(會三經)》[15]
- 《진리도설》
- 《구변도설(九變圖說)》[16]

## 대중문화에서 비춰진 모습
- 김태영 소설 《선도체험기》

## 같이 보기
- 중광절
- 어천절
- 가경절
- 개천절
- 태백산 천제단
- 무속신앙

## 참고 문헌
- 「청소년을 위한 한국철학사」, 김윤경 저, 두리미디어(2007년, 330p)